# 後藤義光
後藤 義光（ごとう よしみつ）は、江戸時代末期〜明治時代の宮彫り師。幼名は若松、通称は利兵衛（りへえ）。
幼少期から死没する直前までに多くの作品を手掛け、その数は把握されているだけで100を超える。波の伊八、武田石翁と共に「安房の三名工」と並び称される。

## 生涯

### 幼少期
後藤義光は、1815年(文化12年)1月28日、安房国朝夷郡北朝夷村（千葉県南房総市千倉町北朝夷）に生まれた。生家は「弥兵」を屋号とする宮大工である。長男。
幼少より父親の大工道具を器用に操ったといわれ、南房総市千倉町川合には14歳で彫り上げた大黒天像と賓頭盧尊者立像が納められている。天保4年ごろ、誕生寺造営に携わる後藤三次郎橘恒俊と出会った。仕事振りを見ようと毎日のように恒俊の元へ通ったことが、のちの弟子入りに繋がる縁になったと考えられる。

### 弟子入り、相模での活動
1837年(天保8年)、23歳で恒俊に弟子入りするために江戸に移る。弟子入りから5年後の28歳で、師匠に代わって西叶神社の彫刻を手掛けた。弟子入り中の代表作にして出世作である。刻銘には「後藤利兵衛光定」を用いた。「光定」の刻銘は30歳まで用いた。最後の作品は菩提寺・西養寺の客殿の龍である。「義光」を名乗るのは32歳からとされている。

### 帰郷
1856年（安政3年）、42歳で安房に帰郷する。義光の作品は多くが帰郷後に作られた。代表作である鶴谷八幡宮の格天井「百態の龍」もこのころの作品である（52歳）。義光と生涯に渡る親交を持った人物に金剛宥性がいる。清澄寺の住職にして真言宗智山派総本山智積院の43世化主となった人物である。この交流により義光は、宥性が詠んだ御詠歌の扁額を制作した。安房国108ヶ所の真言宗智山派寺院に奉納されている。また、宥性の依頼で鞍馬寺に「牛若丸と僧正坊図」の大扁額を納めた。

### 晩年
78歳には小網寺本堂を手掛けた。義光の龍としては最大級である。この仕事を終えたのち、館山市青柳(現下真倉)に移り住んだ。1902年(明治25年)、門人や友人が義光の米寿を祝って来福寺（館山市長須賀）に寿蔵碑を建立した。お祝いの席の挨拶で、義光は「彫刻師は人にほめられておる時が一番恐ろしい時であり、私は職人として未（いま）だ快心の作を刻んだことがない、これから傑作を作るのだ」と話したといわれている。最晩年の作品は、南房総市二部の勝善寺本堂にある。同年、88歳の生涯を終えた。視力の低下を苦にしてのものといわれている。

## 主要作品年表
| 住所                       | 建物/祭礼                           | 内訳                     | 年齢（数え年） | 年代       |
| -------------------------- | ----------------------------------- | ------------------------ | -------------- | ---------- |
| 千葉県南房総市千倉町川合   | 愛宕神社                            | 大黒天像                 | 14             | 1828       |
| 千葉県南房総市千倉町川合   | 愛宕神社                            | 賓頭盧尊者立像           | 14             | 1828       |
| 千葉県南房総市千倉町南朝夷 | 熊野神社                            | 本殿・拝殿               | 16             | 1830       |
| 千葉県南房総市千倉町大貫   | 熱田神社                            | 神輿                     | 25             | 1839       |
| 千葉県館山市那古           | 那古寺                              | 仁王門                   | 27             | 1841       |
| 神奈川県横須賀市西浦賀     | 西叶神社                            | 本殿、幣殿、拝殿         | 28             | 1842       |
| 千葉県南房総市千倉町北朝夷 | 西養寺                              | 旧本堂                   | 30             | 1844       |
| 神奈川県鎌倉市山ノ内       | 八雲神社                            | 向拝                     | 32             | 1846       |
| 神奈川県横浜市金沢区洲崎町 | 洲崎神社                            | 獅子頭一対               | 35             | 1849       |
| 神奈川県横浜市港南区日野   | 春日神社                            | 本殿、幣殿、拝殿         | 40             | 1856       |
| 千葉県南房総市千倉町北朝夷 | 円蔵院                              | 本殿内欄間               | 45             | 1859       |
| 千葉県館山市八幡           | 鶴谷八幡宮                          | 格天井、向拝             | 52             | 1866       |
| 千葉県鴨川市清澄           | 清澄寺                              | 延命地蔵尊、厨子、梵字額 | 56             | 1870       |
| -                          | -                                   | 安房国108寺の御詠歌扁額  | 57〜61         | 1871〜1875 |
| 千葉県南房総市千倉町大川   | 高塚不動尊奥の院                    | 狛犬                     | 65             | 1879       |
| 京都市左京区鞍馬本町       | 鞍馬寺                              | 扁額                     | 67             | 1881       |
| 千葉県鴨川市上小原         | 白滝山不動教会                      | 向拝                     | 70             | 1884       |
| 千葉県南房総市千倉町白間津 | 日枝神社                            | 向拝                     | 73             | 1887       |
| 千葉県館山市出野尾         | 小網寺                              | 向拝                     | 78             | 1892       |
| 千葉県館山市北条           | 蛭子神社/安房国司祭（やわたんまち） | 山車                     | 83             | 1897       |
| 千葉県館山市那古           | 那古観音祭礼                        | 寺赤組 山車              | 85〜88         | 1899〜1902 |
| 千葉県南房総市二部         | 勝善寺                              | 向拝                     | 88             | 1902       |